# Христо Гунчев
Христо Стефанов Гунчев е български счетоводител.

## Биография
Роден е на 7 юли 1905 г. в семейството на д-р Стефан Гунчев и Велика Христова Конкилева. Негови братя са географът Гунчо Гунчев и счетоводителят Иван Гунчев.
При учредяването на АД „Балкан“, на 16 декември 1934 г., е акционер и член на Управителния съвет на дружеството до 31 май 1935 г. Работи като счетоводител в ООД „Прежда“ в София.
Умира на 20 ноември 1955 г. в Александрия, Египет.